# Michael Radaković

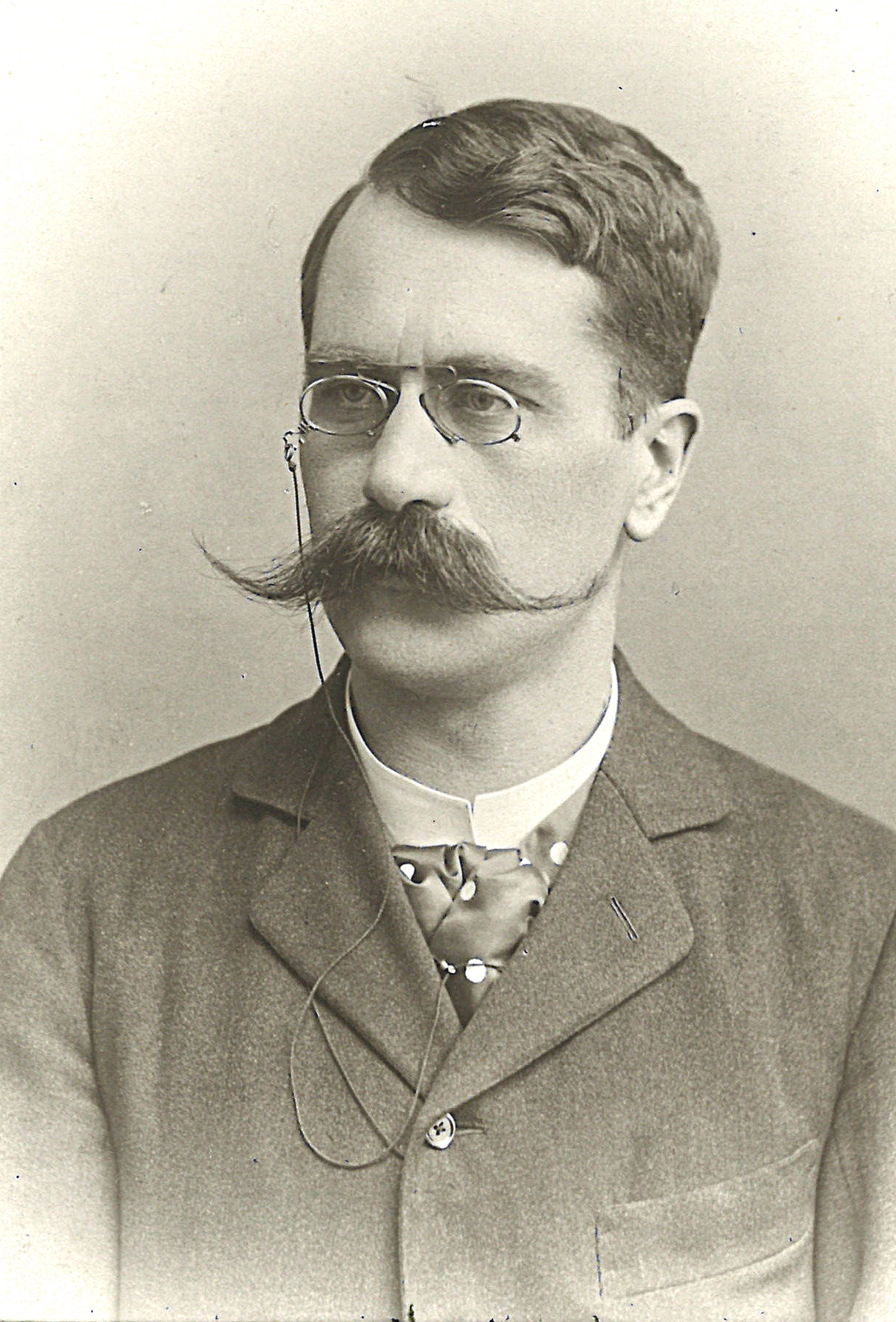
Michael Radaković in einem Fakultätsalbum der Universität Innsbruck um 1902

Michael Radaković (* 25. April 1866 in Graz; † 16. August 1934 ebenda) war ein österreichischer Physiker. Er war Professor an den Universitäten in Innsbruck, Czernowitz und Graz.

## Leben
Radaković studierte ab 1884 Physik und Mathematik an der Universität Graz, danach verbrachte zwei Jahre in Berlin bei Hermann von Helmholtz und Gustav Robert Kirchhoff. In Graz war er Mitglied in Alexius Meinongs Philosophischer Societät und wurde von diesem wesentlich beeinflusst. Ab 1897 war er Privatdozent für Theoretische Physik an der Universität Innsbruck. Er habilitierte bei Karl Exner und wurde mit kaiserlichem Beschluss vom 24. April 1902 zum unbesoldeten Extraordinarius in Innsbruck ernannt. Er beschäftigte sich in Innsbruck mit Ballistik, insbesondere mit der Geschwindigkeit des Geschosses an der Rohrmündung. Er hat experimentell bewiesen, dass sich die Geschossgeschwindigkeit nach Verlassen des Geschützrohres durch Druck der Pulvergase noch kurze Zeit vergrößert.
1906 wurde Radaković an die Czernowitzer Universität zum Lehrstuhl für Theoretische Physik berufen, wurde dort 1908 zum Dekan gewählt.
Während des Ersten Weltkrieges wurde Czernowitz zeitweise von den Russen besetzt, die Universität wurde geschlossen. Radaković kam 1915 nach Graz, wo er als Nachfolger von Anton Wassmuth zum Lehrstuhl für Theoretische Physik an der Karl-Franzens-Universität berufen wurde.
1924/1925 wurde er zum Dekan der Naturwissenschaftlichen Fakultät gewählt. Ab 1930 war er Mitglied der Leopoldina in Halle.
Nach dem Tod Radaković wurde der Lehrstuhl für theoretische Physik 1936 von Erwin Schrödinger besetzt.
Seine Söhne Theodor Radaković und Konstantin Radaković wurden Professoren an der Universität Graz, Theodor für Mathematik und Konstantin für Philosophie.

## Werke
- Berechnung des Höhenwinkels unter Berücksichtigung der sphäroidischen Gestalt der Erde. Dissertation, Universität Graz, 1888 (handschriftlich)
- Michael Radaković: Die Grundlagen der Galilei-Newton'schen Mechanik in; Annalen der Naturphilosophie, Bd. XI, 1913
- Michael Radaković: Über die Bedingungen für die Möglichkeit physikalischer Vorgänge. Volkstümliche Vorträge gehalten an der Universität Czernowitz. Johann Ambrosius Barth, Leipzig 1913